# Полиција Северне Рајне-Вестфалије
Државне полицијске снаге Северне Рајне-Вестфалије највеће су од 16 немачких државних полицијских снага са око 50.000 припадника. Годишњи буџет је 3.401 милијарде евра. Седиште се налази у Дизелдорфу.
- Одељење 1 врши истраге и анализу организованог криминала.
- Одељење 2 је надлежно за државну безбедност и истраге политичког екстремизма.
- Одељење 3 бави се анализом и евалуацијом криминала и ради на пројектима превенције криминала и контроле криминала.
- Одељење 4 пружа оперативну подршку. Координира мисије, обуку и опрему за високоспецијализоване оперативне јединице, даје савете командирима полиције у великим инцидентима и пружа подршку међународним агенцијама за спровођење закона. Одељење је домаћин Централне информативне службе за спортске догађаје и НРВ полицијске групе.
- Одељење 5 је Форензички институт Северне Рајне-Вестфалије. Обавља све форензичке тестове потребне за кривично гоњење. Око 200 научника и стручњака изврши око 25.000 тестова годишње.
- Одељење 6 има посебне јединице за техничку подршку које помажу другим агенцијама за спровођење закона са техничким или специјалним знањем. Ово се може десити ако истраге постану тешке, нпр. места пожара, несреће (експлозиви, експлозивне направе) или компјутерски злочини. Одељење такође има тим за надзор и јединицу за претрагу мета.

## Водена полиција
Државна водна полиција ( Wasserschutzpolizei ) је централно организована и патролира преко 900 км пловних путева. Седиште је у Дуизбургу и има станице ( Wasserschutzpolizeiwache ) у Бону, Келну, Диселдорфу, Везелу, Емериху, Минстеру, Миндену, Бергесховеду, Дателу и Есену . Снаге имају 24 чамца и патролирају рекама Рајном, Везером, Емсом и Руром (до Есена ) и севернонемачким каналима.

## Аутопутна патрола
Дужности патроле на аутопуту ( Autobahnpolizei ) се обављају из база у пет највећих локалних полицијских округа – Келн, Диселдорф, Минстер, Дортмунд и Билефелд .

## Институције подршке
Три полицијске институције подржавају операције и пружају обуку и развој:
- Државни биро за обуку, професионални развој и особље НРВ ( Landesamt für Ausbildung, Fortbildung und Personalangelegenheiten) пружа сву основну оперативну обуку за полицијске кандидате и нуди широк спектар стручне обуке и професионалног развоја за све службенике. Седиште ЛАФП-а је у Селм-Борк-у и има објекте у Брилону, Линиху, Нојсу, Минстеру и Шлос Холте-Штукенброку.
- Државна агенција за централне полицијске службе ( Landesamt für Zentrale Polizeiliche Dienste или LZPD) нуди техничку подршку, тестирање и истраживање. Он је одговоран за набавку возила и опреме и пружа ИТ и комуникациону подршку и надгледа 47 полицајаца.
- Град Минстер у Северној Африци је домаћин Националног немачког полицијског универзитета који је институција којом заједнички управљају све државне и савезне снаге.